# Typhlopygmaeosoma hazeltonae
Typhlopygmaeosoma hazeltonae är en mångfotingart som beskrevs av Frank Archibald Sinclair Turk 1972. Typhlopygmaeosoma hazeltonae ingår i släktet Typhlopygmaeosoma och familjen Fuhrmannodesmidae. Inga underarter finns listade i Catalogue of Life.